# Centrale thermique de Muja
Pour les articles homonymes, voir Muja.
La centrale thermique de Muja est une centrale thermique, alimentée par charbon, située près de la ville de Collie en Australie-Occidentale. Elle a une capacité de 854 MW. Le charbon provient d'une mine située à proximité.

## Histoire
Elle a démarré en 1966.
En 2009, la centrale subit une rénovation pour un coût de 150 millions de dollars. Mais en 2012, le site subit une explosion, induisant une augmentation du montant de la rénovation à plus de 300 millions de dollars. Mais dès 2013, les travaux sur la centrale sont arrêtés et en 2016, son arrêt est décidé dû à la trop importante offre en électricité dans le pays. 